# Tadzjikistan vid världsmästerskapen i simsport 2024
Tadzjikistan tävlade vid världsmästerskapen i simsport 2024 i Doha i Qatar mellan den 2 och 18 februari 2024. Tadzjikistan hade en trupp på två idrottare, en av vardera kön.

## Tävlande per sport
Följande är en lista över antalet tävlande per sport.
| Sport   | Herrar | Damer | Totalt |
| ------- | ------ | ----- | ------ |
| Simning | 1      | 1     | 2      |
| Totalt  | 1      | 1     | 2      |

## Simning
Herrar
| Idrottare           | Gren           | Heat  | Heat      | Semifinal        | Semifinal        | Final            | Final            |
| Idrottare           | Gren           | Tid   | Placering | Tid              | Placering        | Tid              | Placering        |
| ------------------- | -------------- | ----- | --------- | ---------------- | ---------------- | ---------------- | ---------------- |
| Fakhriddin Madkamov | 50 m frisim    | 26,38 | 91        | Gick inte vidare | Gick inte vidare | Gick inte vidare | Gick inte vidare |
| Fakhriddin Madkamov | 50 m fjärilsim | 27,25 | 51        | Gick inte vidare | Gick inte vidare | Gick inte vidare | Gick inte vidare |

Damer
| Idrottare             | Gren           | Heat  | Heat      | Semifinal        | Semifinal        | Final            | Final            |
| Idrottare             | Gren           | Tid   | Placering | Tid              | Placering        | Tid              | Placering        |
| --------------------- | -------------- | ----- | --------- | ---------------- | ---------------- | ---------------- | ---------------- |
| Ekaterina Bordachyova | 50 m frisim    | 29,35 | 80        | Gick inte vidare | Gick inte vidare | Gick inte vidare | Gick inte vidare |
| Ekaterina Bordachyova | 50 m fjärilsim | 30,65 | 45        | Gick inte vidare | Gick inte vidare | Gick inte vidare | Gick inte vidare |